# Étang des Vallées

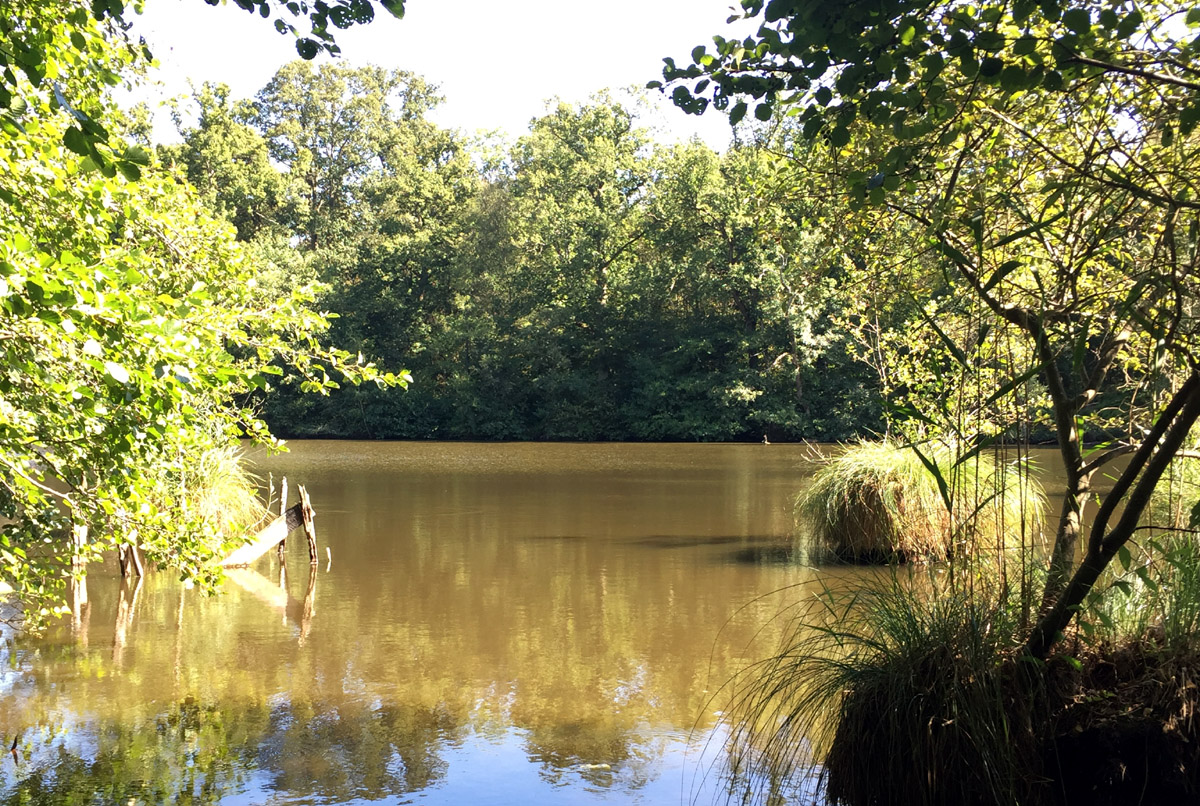
Étang des Vallées - Auffargis (78)

L’étang des Vallées est situé sur la commune d’Auffargis dans le département des Yvelines. Il fait partie du Parc naturel régional de la Haute vallée de Chevreuse et de la forêt domaniale de Rambouillet.

## Géographie
Situé à 125 mètres d’altitude, l’étang couvre une superficie de 2,5 hectares. Il est situé au fond de la vallée des Vaux de Cernay, le long de la départementale 24, en direction de Cernay.

## Environnement
L’étang des Vallées fait partie de la Zone naturelle d'intérêt écologique, faunistique et floristique (ZNIEFF) de type 1 « Marais forestier de Grandval et étang des Vallées » qui couvre une superficie de 35 hectares. L’ensemble constitue une vaste zone marécageuse à fort intérêt écologique. Il renferme des bois tourbeux mésotrophes à Fougère des marais et des Chênaies acidiphiles.
Des espèces végétales rares y sont présentes : Piment royal  (Myrica gale), Calamagrostis des marais (Calamagrostis canescens), ainsi que différents variétés de laîche : Laîche à bec (Carex rostrata), Laîche paradoxale (Carex appropinquata), Laîche blanchâtre (Carex curta), Laïche allongée (Carex elongata).

## Crapaudrome
Le plan d'eau constitue une grande frayère à crapauds communs  (Bufo bufo) de même que de Tritons alpestres (Triturus alpestris) et de Tritons crétés (Triturus cristatus).. Environ 10 000 crapauds viennent s'y reproduire tous les ans. Depuis 1993, un dispositif temporaire de sauvegarde des batraciens est mis en place au niveau de la route départementale durant la période des migrations nuptiales, à partir de la fin de l'hiver. Des bâches sont installées de chaque côté de la route avec des seaux enterrés dans lesquels tombent les batraciens. Quotidiennement un personnel technique transfère les batraciens de l'autre côté de la route pour les relâcher.